# Trahern
Trahern (Welsh: Trahaearn) was een Romeins senator, en volgens de legende zoals beschreven door Geoffrey van Monmouth koning van Brittannië. Hij was de broer van Old King Cole, Ioelinus en Marius.
Trahern werd door Constantijn I (ca. 273 of 280-337) gestuurd om het Romeinse gezag in Brittannië te herstellen na de onwettige troonsovername door Octavius. Trahern kwam met drie legioenen, en kwam aan land in Kaerperis. Deze stad werd overwonnen en Octavius werd gedwongen alle troepen in te zetten in de strijd tegen de Romeinen. Buiten Winchester werd slag geleverd, en Octavius was de overwinnaar. Trahern vluchtte naar Alba, waar hij aan het plunderen sloeg. Octavius, in reactie daarop, leverde slag met Trahern in Westmorland, en dit keer werd Octavius verslagen. Hij vluchtte naar Noorwegen en Trahern nam de Britse kroon over.
Enkele jaren later werd Trahern door aanhangers van Octavius in een bos aangevallen en vermoord. Daarmee was de weg vrij voor Octavius' tweede regering. Octavius huwde zijn dochter Helen uit aan 'Maximianus', alias Magnus Maximus (335?-388).